# Denver Dream
«Denver Dream» es el tercer sencillo de la cantante Donna Summer, lanzado en 1974. Fue su primera colaboración con Pete Bellotte y Giorgio Moroder, quienes se convertirían en sus mayores colaboradores hasta 1981, además de ser partícipes de los mayores éxitos de Summer en su período disco. Durante este tiempo, Summer vivía en Múnich, Alemania, donde participaba en coros de bandas como Three Dog Night. A través de su trabajo como corista, conoció a Moroder y al poco tiempo se convirtió en solista. Además, éste es el primer sencillo donde aparece acreditada como Donna Summer (antes se acreditaba como Donna Gaines, pero tomó su nombre de casada con el actor austríaco Helmut Sommer), nombre que usó durante toda su carrera hasta estos días.
El sencillo fue lanzado en los Países Bajos y Bélgica en 1974, pero no tuvo ningún impacto en las listas. El lado B de "Denver Dream" corresponde a la canción "Somethings in the Wind", escrita por Bellotte y Moroder, la cual se retrabajó en el sencillo de 1977 "Back in Love Again", el cual entró al top 40 en el UK Singles Chart.

## Sencillos
- NL 7" sencillo (1974) Lark INS 7510[1]

1. «Denver Dream» - 3:10
2. «Somethings in the Wind» - 3:05

- BEL 7" sencillo (1974) Lark INS 7510[2]

1. «Denver Dream» - 3:26
2. «Somethings in the Wind» - 3:20